# Odontostomias masticopogon
Odontostomias masticopogon és una espècie de peix de la família dels estòmids i de l'ordre dels estomiformes.

## Morfologia
- Els mascles poden assolir 20 cm de longitud total.[4][5]

## Hàbitat
És un peix marí i d'aigües profundes que viu fins als 900 m de fondària.

## Distribució geogràfica
Es troba a l'Atlàntic oriental (entre 13°N i 11°S).